# ハルパー

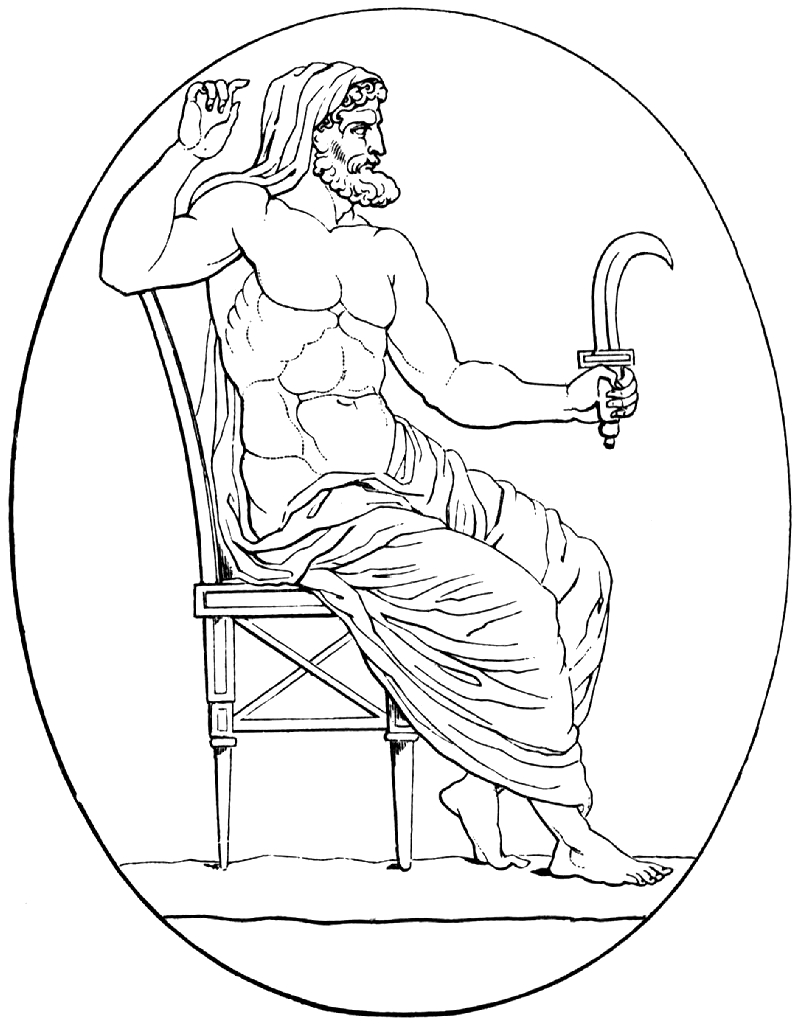
ハルパーを持つクロノス

ハルパーまたはハルペー（古代ギリシャ語: ἅρπη, hárpē）は、古代ギリシアで使用されていた刀剣の一種。
刀身が鎌のように大きく湾曲した形状をしており、刃は内側にある。主な使用法は、湾曲した刃を引っ掛けて力任せに切り落とす。

## 神話
ギリシア神話においてヘルメースの武器として度々登場する。
アダマントのハルパー（アダマスの鎌）は、クロノスによる天空神ウーラノスの去勢、巨人アルゴスの暗殺、英雄ペルセウスのメドゥーサ討伐などに使用された。